# Azure d'Or
Azure d'Or è il nono album in studio del gruppo rock progressivo britannico Renaissance, pubblicato nel 1979.

## Tracce
Side 1
1. Jekyll and Hyde – 4:39
2. The Winter Tree – 3:03
3. Only Angels Have Wings – 3:41
4. Golden Key – 5:12
5. Forever Changing – 4:48

Side 2
1. Secret Mission – 5:00
2. Kalynda (A Magical Isle) – 3:42
3. The Discovery – 4:24
4. Friends – 3:31
5. The Flood at Lyons – 4:55

## Formazione
- Annie Haslam – voce, cori
- Michael Dunford – chitarra elettrica, chitarra classica, chitarra acustica a 12 corde, mandolino, autoharp
- John Tout – tastiera, piano, sintetizzatori, mellotron
- Jon Camp – cori, voce, basso, pedali, violoncello, chitarra acustica a 12 corde, chitarra elettrica
- Terence Sullivan – batteria, percussioni, timpani, glockenspiel, cori